# 고마자와다이가쿠역
고마자와다이가쿠역(일본어: 駒沢大学駅, こまざわだいがくえき)은 일본 도쿄도 세타가야구에 있는 도쿄 급행 전철의 역이다. 역 번호는 DT 04이다.

## 역사
- 1977년 4월 7일: 폐지된 도큐 다마가와 선의 마나카 정류장의 위치에 영업 개시.
- 2003년 10월: 역 상부 재개발 빌딩 건설 종료에 따라 역 출입구와 직통 엘리베이터 공용 개시.

## 역 구조
섬식 승강장 1면 2선의 지하역이다. 국도 제246호선의 지하에 위치한다.
개찰구 층과 승강장, 개찰구 층과 동쪽 출입구 근처 지상과의 사이에는 엘리베이터가 설치되어 있다.
화장실은 예전에는 히가시구치와 고마자와코엔구치를 연결하는 연결 통로 중간에 있었지만, 2006년 3월부터는 개찰구를 나와서 오른쪽의 니시구치로 오르는 계단 옆으로 이전함과 동시에 다기능 화장실이 개설되었다.
고마자와 올림픽 공원에 알맞게 역 색상은 "연잎색"이다. 다만, 실제로 사용되는 색은 일본 산업 규격(JIS규격)이 정한 JIS관용색에서 연잎색보다는 채도가 높은 ■짙은 녹색에 가까워졌다.

### 승강장
| 번호 | 노선        | 방향 | 행선                                                |
| ---- | ----------- | ---- | --------------------------------------------------- |
| 1    | 덴엔토시 선 | 하행 | 후타코타마가와・나가쓰타・주오린칸 방면             |
| 2    | 덴엔토시 선 | 상행 | 시부야・ 한조몬 선 오시아게・ 도부 선 가스카베 방면 |

## 역 주변
- 고마자와 대학
- 고마자와 대학 법과 대학원
- 도쿄 의료 보건 대학 국립 병원 기구 캠퍼스
- 국립 병원 기구 도쿄 의료 센터
- 세타가야 가미우마 우체국
- 세타가야 고마자와 우체국
- 고마자와 올림픽 공원
- 국도 제246호선
- 구, 마나카 사거리 (현, 고마자와 대학역전 사거리)
- 수도 고속 3호 시부야 선
- 대학 회관 246 - 고마자와 대학과 관련 건물.
- 세이유
- 마루에쓰 마나카점
- 유니클로 UNIQLO

## 인접역
| 도쿄 급행 전철 덴엔토시 선 | 도쿄 급행 전철 덴엔토시 선 | 도쿄 급행 전철 덴엔토시 선       |
| -------------------------- | -------------------------- | -------------------------------- |
| DT 03 산겐자야 시부야 방면 | ■ 준급 ■ 각역정차          | 사쿠라신마치 DT 05 주오린칸 방면 |